# 오케스트라 히트
오케스트라 히트(영어: Orchestra hit)는 오케스트라에서 사용되는 여러 다른 악기들을 단 하나의 스타카토로 연주한 것을 겹쳐 만든 신시사이저 소리를 뜻한다. 오케스트라 히트는 초기 샘플러, 특히 페어라이트 CMI에서 ORCH5 샘플이라는 이름 하에 널리 사용되었다. 이 소리는 팝, 힙합, 재즈 퓨전, 테크노 및 비디오 게임 장르 등 여러 장르의 음악에서 두드라지게 쓰였다.
오케스트라 히트는 "힙합 클리셰"라고 불렸는데, 1990년 미국의 음악 잡지 뮤지션은 페어라이트의 ORCH5 샘플에 대해 "이 오케스트라 히트는 1980년대 초 모든 랩과 테크노 팝 노래에 사용되었다"라고 언급했다. 오케스트라 히트는 영화에서 자주 사용된 빌헬름의 비명과 비슷하게 대중음악에서 여러 차례 사용되었다.

## 역사
오케스트라 히트가 만들어지기 이전 이고르 스트라빈스키가 작곡한 발레곡 《불새》와 같은 현대 클래식 음악에서 찾을 수 있다. 오케스트라 히트와 같은 짧은 샘플로서의 사용은 1980년대 초 디지털 샘플러가 대중화되면서 함께 주목받았다. 샘플러는 시퀀서를 통해 특정 시간에 일정한 간격으로 소리가 재생될 수 있도록 만들면서 이전에 테이프를 이어 붙이는 방식보다 훨씬 발전된 방식을 만들어냈다. 또 샘플러는 키보드 컨트롤러 만으로도 오디오 섹션을 편집하거나 재생할 수 있었다.
오케스트라 히트는 1982년 아프리카 밤바타의 〈Planet Rock〉을 통해 유명해졌으며, 같은 해 케이트 부시는 〈The Dreaming〉에 음을 사용하였다. 이외에도 엔 보그의 〈Hold On〉 (1990), 듀란 듀란의 〈A View to a Kill〉 등이 오케스트라 히트가 사용된 예시이다. 예스의 〈Owner of a Lonely Heart〉는 Funk, Inc.의 〈Kool is Back〉을 샘플링하여 만들었다. 1980년대 중반이 되어서 오케스트라 히트는 힙합 음악에서 빈번히 쓰이게 되었고, 곧이어 어디에서나 쓰이는 클리셰로 자리잡혔다. 힙합 외에도 마일스 데이비스의 1986년 음반 《Tutu》의 동명의 곡처럼 재즈 퓨전에도 쓰였으며, 1990년대 중반에는 캐리비언 음악에서도 쓰이기 시작하였다.

## 샘플
아래의 샘플들은 각각 다른 기계들로 만들어낸 오케스트라 히트 소리로, 모든 음은 C4로 연주됐다.
| 신시사이저           | 샘플 | 파형 |
| -------------------- | ---- | ---- |
| 롤랜드 사운드 캔버스 |      |      |
| 야마하 CS1x          |      |      |
| 야마하 MU50          |      |      |
| 야마하 PS331         |      |      |

### 참고 자료
- Best, Curwen (2004), 《Culture at the Cutting Edge: Tracking Caribbean Popular Music》, Kingston, Jamaica: University of the West Indies Press, ISBN 976-640-124-1
- Di Nicolantonio, Paolo (2004), 《Famous Sounds》, SynthMania, 2011년 2월 22일에 확인함
- Fink, Robert (2005), “The Story of ORCH5, or, the Classical Ghost in the Hip-Hop Machine”, 《Popular Music》 24 (3): 339–356, doi:10.1017/S0261143005000553, JSTOR 3877522
- GPI Publications (1994), 《Keyboard》 20 (7–12), 2011년 2월 22일에 확인함
- Holmes, Greg (1997), 《Fairlight CMI Examples》, GH Services, 2011년 2월 22일에 확인함
- Kopstein, Joshua (2011), 《The Fairlight CMI's 'ORCH5' Is The Sample You Haven't Not Heard》, MotherBoard, 2011년 3월 5일에 원본 문서에서 보존된 문서, 2011년 2월 22일에 확인함
- Machin, David (2010), 《Analysing Popular Music: Image, Sound and Text》, Thousand Oaks, CA: SAGE Publications, ISBN 978-1-84860-023-2
- Rothstein, Joseph (1995), 《MIDI: A Comprehensive Introduction》, Middleton, WI: A-R Editions, ISBN 0-89579-309-1
- Sabin, Ira (2002), 《Jazz Times》 32 (1–5), 2011년 2월 22일에 확인함
- Musician (1990), 《Issues 135-140》, Boulder, CO: Amordian Press
- Synthiman (2007), 《Fairlight CMI IIx》, 2016년 8월 8일에 원본 문서에서 보존된 문서, 2011년 2월 22일에 확인함
- The Wire (2007), 《Issues 275-280》, London: The Wire Magazine Ltd
- Warner, Timothy (2003), 《Pop Music: Technology and Creativity – Trevor Horn and the Digital Revolution》, Farnham, Surrey: Ashgate Publishing, ISBN 0-7546-3132-X
- Weisbard, Eric (2007), 《Listen Again: A Momentary History of Pop Music》, Durham, NC: Duke University Press, ISBN 978-0-8223-4022-5